# Arteria circunfleja humeral anterior
La arteria circunfleja humeral anterior es una arteria que se origina como rama colateral de la arteria axilar.

## Trayecto
De tamaño considerablemente menor que la circunfleja humeral posterior, nace lateralmente al origen de esta o de un tronco común con ella. Rodea la cara anterior del cuello quirúrgico del húmero, pasando posterior al músculo coracobraquial y la cabeza corta del bíceps braquial, a los que proporciona algunas ramas. Cruza también el ligamento braquial medial (o arco de Struthers, aponeurosis gruesa de la cabeza medial del tríceps braquial), pasando anterior o posteriormente a él. La arteria circunfleja humeral anterior alcanza así el surco intertubercular, donde se divide en dos ramas.Una rama ascendente que sube por el surco intertubercular y penetra la articulación del hombro, y otra rama lateral que continúa lateralmente el trayecto de la arteria, suministra ramas al deltoides y se anastomosa con la arteria circunfleja humeral posterior.

## Ramas
Emite algunos ramos para los músculos bíceps braquial y coracobraquial y dos terminales, uno ascendente que termina en la cabeza del húmero y la cápsula articular, y otro externo que termina en el músculo deltoides.

### Trayectos de los ramos terminales
- El ramo ascendente asciende por el surco intertubercular y penetra en la articulación del hombro.
- El ramo externo o lateral continúa lateralmente el trayecto de la arteria, suministra ramas al músculo deltoides y se anastomosa con la arteria circunfleja humeral posterior.

## Distribución
Se distribuye hacia la articulación del hombro, el tendón o cabeza larga del bíceps braquial y los músculos coracobraquial y pectoral mayor.